# Johann Lonfat
Johann Lonfat (ur. 11 września 1973 w Martigny) – szwajcarski piłkarz występujący na pozycji pomocnika.

## Kariera klubowa
Lonfat karierę rozpoczynał w 1991 roku w trzecioligowym klubie FC Martigny-Sports. W 1992 roku przeszedł do pierwszoligowego FC Sion. W latach 1995–1997 trzykrotnie zdobył z nim Puchar Szwajcarii. W 1997 roku wraz z zespołem został także mistrzem Szwajcarii.
W 1998 roku Lonfat odszedł do Servette FC, także grającego w ekstraklasie. W 1999 roku zdobył z nim mistrzostwo Szwajcarii, a w 2001 roku Puchar Szwajcarii. W 2002 roku podpisał kontrakt z francuskim FC Sochaux-Montbéliard z Ligue 1. W 2004 roku zdobył z nim Puchar Ligi Francuskiej, a w 2007 roku Puchar Francji.
Po tym sukcesie Lonfat wrócił do Servette FC, występującego w drugiej lidze. Następnie był zawodnikiem FC Martigny-Sports, w którym w 2010 roku zakończył karierę.

## Kariera reprezentacyjna
W reprezentacji Szwajcarii Lonfat zadebiutował 6 sierpnia 1997 roku w przegranym 0:1 towarzyskim meczu ze Słowacją. W latach 1997–2005 w drużynie narodowej rozegrał 24 spotkania i zdobył 1 bramkę.